# Балладная опера
Балладная опера (англ. ballad opera) — разновидность комической оперы, зародившаяся в Великобритании и распространившаяся в XVIII веке в Италии, Франции, Германии и Испании.

## Происхождение
Происхождение балладной оперы связано с диалогической оперой и английской сатирической комедией, а само название «балладная опера» происходит от входящих в её состав в качестве музыкальных номеров английских, шотландских и ирландских народных баллад. Со второй половины XVIII века использовались также и отрывки из произведений известных композиторов.
Балладная опера представляет собой чередующиеся разговорные сцены и народные или написанные в фольклорном стиле песни и танцы. В жанровом отношении балладная опера — сатирическая комедия, часто пародирующая «большую оперу» (итал. opera seria) и высмеивающая придворные нравы.

## История
В 1728 году в Лондоне была поставлена «Опера нищих» поэта Джона Гея с музыкой Иоганна Кристофа Пепуша, которая стала первой классической балладной оперой. Эта опера включает в себя несколько аранжированных Пепушем народных песен, пародий на номера из популярных в то время в Англии опер Г. Ф. Генделя, а также увертюру и несколько музыкальных номеров, сочинённых самим Пепушем.
Английская балладная опера оказала существенное влияние на формирование в Северной Германии жанра зингшпиля, её аналоги существовали в Италии, Франции и Испании. Модернизированной интерпретацией «Оперы нищих» стала сатирическая пьеса Бертольта Брехта «Трёхгрошовая опера», написанная в 1928 году и в том же году поставленная на сцене с музыкой Курта Вайля. В 1948 году ещё одна версия этого произведения была создана Бенждамином Бриттеном.